# Asplenium lastii
Asplenium lastii är en svartbräkenväxtart som beskrevs av Carl Frederik Albert Christensen. Asplenium lastii ingår i släktet Asplenium och familjen Aspleniaceae. Inga underarter finns listade.